# Температура взрыва
Температу́ра взры́ва — максимальная температура, до которой нагреваются продукты химических реакций, протекающих при взрыве.
Температура взрыва зависит от состава взрывчатого вещества (ВВ), параметров заряда ВВ (размеры, плотность, влажность и др.) и условий взрывания (наличие оболочки, способ инициирования и др.).
Температура взрыва для определённых условий может быть рассчитана или определена экспериментально. Для экспериментального определения используют оптические цветовые методы.
Температура взрыва промышленных ВВ для горных работ находится в пределах 2700—4200 °C, а предохранительных ВВ, содержащих теплопоглощающие добавки, в пределах 900—2500 °C.